# Четвёртый Толедский собор
Четвёртый Толедский собор (лат. Concilium Toletanum IV) состоялся в 633 году. Он был созван вестготским королем Сисенандом и проходил в церкви Святой Леокадии в Толедо.
Вероятно, под председательством известного Исидора Севильского собор урегулировал многие вопросы дисциплины, постановил единообразие литургии во всем вестготском королевстве и принял строгие меры против крещёных евреев, которые вернулись в свою прежнюю веру.
На этом соборе, начавшемся 5 декабря 633 года, присутствовали все епископы Испании. Исидор, хотя и был пожилой, руководил его проведением и был инициатором большинства его постановлений.
Совет, вероятно, выражал идеи Исидора. Собор выражал почёт и уважение королю. Церковь объявлялась свободна и независима, но торжественно связана верностью признанному королю: ничего не говорится о верности римскому епископу.
Именно на Четвертом соборе в Толедо и под его влиянием был издан указ, предписывающий всем епископам создавать семинарии в их соборных городах по образцу школы Исидора, существовавшей в Севилье. В пределах своей юрисдикции он воспользовался ресурсами образования, чтобы противодействовать растущему влиянию готского варварства. Его оживляющий дух вдохновлял образовательное движение, центром которого была Севилья. Было предписано изучение греческого и еврейского языков, а также гуманитарных наук. Также поощрялся интерес к юриспруденции и медицине. Властью четвертого собора эта политика образования стала обязательной для всех епископов королевства.